# Vladislav Ignatyev
Bản mẫu:Eastern Slavic name
Vladislav Vyacheslavovich Ignatyev (tiếng Nga: Владислав Вячеславович Игнатьев; sinh ngày 20 tháng 1 năm 1987) là một cầu thủ bóng đá người Nga. Anh chơi ở vị trí hậu vệ phải hay tiền vệ phải cho F.K. Lokomotiv Moskva.

## Sự nghiệp câu lạc bộ
Anh có màn ra mắt tại Giải bóng đá ngoại hạng Nga ngày 10 tháng 4 năm 2009 cho F.K. Krylia Sovetov Samara trong trận đấu với F.K. Khimki.
Vào tháng 12 năm 2009, Ủy ban Lao động RFU khiến Ignatyev trở thành cầu thủ tự do, giúp anh có thể rời Krylia Sovetov và gia nhập bất kì câu lạc bộ nào khác. Ngày 25 tháng 12 năm 2009, Ignatyev ký một bản hợp đồng 5 năm cùng với Lokomotiv.
Vào ngày 29 tháng 5 năm 2012, Ignatyev ký hợp đồng với F.K. Krasnodar.
Vào ngày 10 tháng 2 năm 2016, anh trở lại F.K. Lokomotiv Moskva.

### Thống kê sự nghiệp
Tính đến 13 tháng 5 năm 2018
| Câu lạc bộ                   | Mùa giải             | Giải vô địch                | Giải vô địch | Giải vô địch | Cúp     | Cúp       | Châu lục | Châu lục  | Khác    | Khác      | Tổng cộng | Tổng cộng |
| Câu lạc bộ                   | Mùa giải             | Hạng đấu                    | Số trận      | Bàn thắng    | Số trận | Bàn thắng | Số trận  | Bàn thắng | Số trận | Bàn thắng | Số trận   | Bàn thắng |
| ---------------------------- | -------------------- | --------------------------- | ------------ | ------------ | ------- | --------- | -------- | --------- | ------- | --------- | --------- | --------- |
| F.K. Neftekhimik Nizhnekamsk | 2004                 | FNL                         | 4            | 0            | 0       | 0         | –        | –         | –       | –         | 4         | 0         |
| F.K. Neftekhimik Nizhnekamsk | 2005                 | PFL                         | 35           | 6            | 1       | 0         | –        | –         | –       | –         | 36        | 6         |
| F.K. Neftekhimik Nizhnekamsk | Tổng cộng            | Tổng cộng                   | 39           | 6            | 1       | 0         | 0        | 0         | 0       | 0         | 40        | 6         |
| FC KAMAZ Naberezhnye Chelny  | 2006                 | FNL                         | 15           | 3            | 0       | 0         | –        | –         | –       | –         | 15        | 3         |
| FC KAMAZ Naberezhnye Chelny  | 2007                 | FNL                         | 30           | 1            | 2       | 0         | –        | –         | –       | –         | 32        | 1         |
| FC KAMAZ Naberezhnye Chelny  | 2008                 | FNL                         | 33           | 5            | 2       | 1         | –        | –         | –       | –         | 35        | 6         |
| FC KAMAZ Naberezhnye Chelny  | Tổng cộng            | Tổng cộng                   | 78           | 9            | 4       | 1         | 0        | 0         | 0       | 0         | 82        | 10        |
| F.K. Krylia Sovetov Samara   | 2009                 | Giải bóng đá ngoại hạng Nga | 25           | 1            | 1       | 0         | 2        | 0         | –       | –         | 28        | 1         |
| F.K. Lokomotiv Moskva        | 2010                 | Giải bóng đá ngoại hạng Nga | 0            | 0            | 0       | 0         | 0        | 0         | –       | –         | 0         | 0         |
| F.K. Kuban Krasnodar         | 2010                 | FNL                         | 13           | 1            | –       | –         | –        | –         | –       | –         | 13        | 1         |
| F.K. Lokomotiv Moskva        | 2011–12              | Giải bóng đá ngoại hạng Nga | 36           | 4            | 3       | 1         | 8        | 2         | –       | –         | 47        | 7         |
| F.K. Krasnodar               | 2012–13              | Giải bóng đá ngoại hạng Nga | 27           | 1            | 1       | 0         | –        | –         | –       | –         | 28        | 1         |
| F.K. Kuban Krasnodar         | 2013–14              | Giải bóng đá ngoại hạng Nga | 14           | 2            | 0       | 0         | 3        | 1         | –       | –         | 17        | 3         |
| F.K. Kuban Krasnodar         | 2014–15              | Giải bóng đá ngoại hạng Nga | 27           | 4            | 5       | 1         | –        | –         | –       | –         | 32        | 5         |
| F.K. Kuban Krasnodar         | 2015–16              | Giải bóng đá ngoại hạng Nga | 17           | 7            | 0       | 0         | –        | –         | –       | –         | 17        | 7         |
| F.K. Kuban Krasnodar         | Tổng cộng (2 spells) | Tổng cộng (2 spells)        | 71           | 14           | 5       | 1         | 3        | 1         | 0       | 0         | 79        | 16        |
| F.K. Lokomotiv Moskva        | 2015–16              | Giải bóng đá ngoại hạng Nga | 7            | 1            | –       | –         | 0        | 0         | –       | –         | 7         | 1         |
| F.K. Lokomotiv Moskva        | 2016–17              | Giải bóng đá ngoại hạng Nga | 17           | 2            | 3       | 0         | –        | –         | –       | –         | 20        | 2         |
| F.K. Lokomotiv Moskva        | 2017–18              | Giải bóng đá ngoại hạng Nga | 24           | 0            | 0       | 0         | 9        | 0         | 1       | 0         | 34        | 0         |
| F.K. Lokomotiv Moskva        | Tổng cộng (3 spells) | Tổng cộng (3 spells)        | 84           | 7            | 6       | 1         | 17       | 2         | 1       | 0         | 108       | 10        |
| Tổng cộng sự nghiệp          | Tổng cộng sự nghiệp  | Tổng cộng sự nghiệp         | 324          | 38           | 18      | 3         | 22       | 3         | 1       | 0         | 365       | 44        |

## Quốc tế
Năm 2015, lần đầu tiên anh được triệu tập vào Đội tuyển bóng đá quốc gia Nga. Anh có màn ra mắt cho đội tuyển quốc gia vào ngày 14 tháng 11 năm 2015 trong trận đấu với Bồ Đào Nha.
Vào ngày 11 tháng 5 năm 2018, anh có tên trong đội hình sơ loại của Nga tham dự Giải vô địch bóng đá thế giới 2018 as a back-up.

## Danh hiệu
Lokomotiv Moskva
- Giải bóng đá ngoại hạng Nga: 2017–18
- Cúp quốc gia Nga:2016–17